# تاریخ نظامی عراق

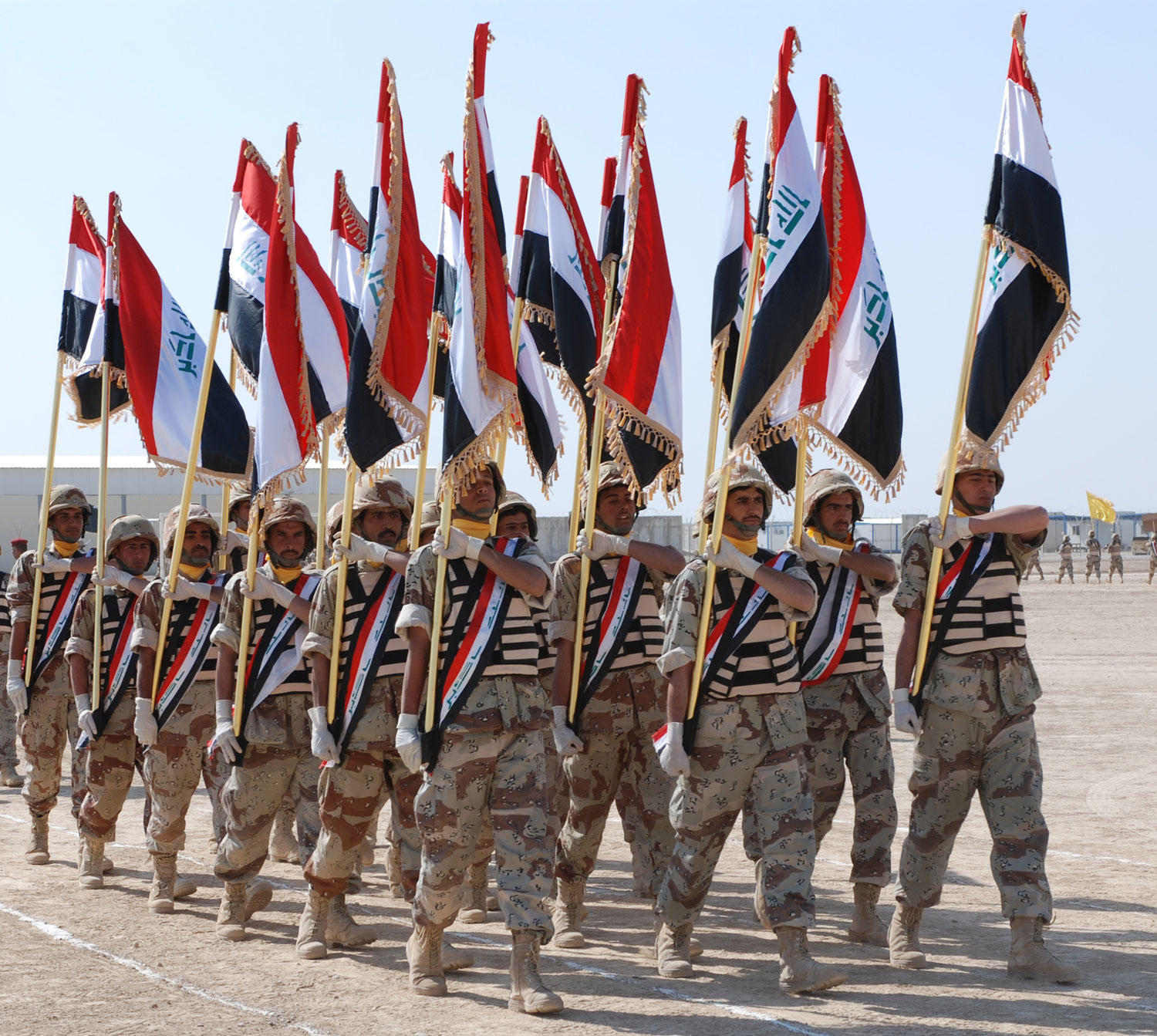
سربازان تیپ ۳، ۱۴ بخش ارتش عراق فارغ‌التحصیل آموزش پایه شدند

تاریخ نظامی عراق (عربی: التاريخ العسكري للعراق) به دوران پس از اشغال عراق توسط بریتانیا در ۱۹۱۴ و ورود آن‌ها به بغداد اشاره دارد. در این سال اشغال اشغالگران انگلیسی تحت فشار زیادی که از طرف مردم عراق وارد می‌شد وعده ایجاد یک دولت عراقی را به مردم عراق دادند. در سال ۱۹۲۰، دولت عراق تأسیس شد، که به نوبه خود به دنبال ایجاد یک ارتش ملی عراقی بود. این در سال ۱۹۲۱ در ۶ ژانویه تحت رهبری وزیر دفاع، جعفر العسکری در دوران نخست‌وزیری عبدالرحمان النقیب انجام شد.

## دانشکده نظامی
دانشکده نظامی تابع وزارت دفاع در سال ۱۹۲۴ تأسیس شد و هدف، آموزش دانش آموزان مناسب برای خدمت به عنوان افسران ارتشی که در کار و فرهنگ نظامی شایستگی دارند بود. مدت تحصیلات آن‌ها سه سال است و فارغ التحصیلان پس از اتمام دوره تحصیلی، درجه افسری را دریافت می‌کنند.

## ارتش عراق در دوران حکومت پادشاهی
پس از آنکه شاه فیصل پادشاه عراق شد، نخستین گردان عراقی، بنام گردان موسی الکاظم تأسیس شد. شمار زیادی از افسرانی که قبل از انقلاب بزرگ عرب وارد ارتش عثمانی شده بودند به آن پیوستند و سپس دو نیروی هوایی و دریایی تأسیس شدند که متشکل از چهار لشکر بود، لشکرهای اول و سوم در بغداد بودند در حالی که لشکر دوم در کرکوک و چهارم نیز در یک قرارگاه در دیوانیه بود.

## نیروهای جدید
- نیروی هوایی سال ۱۹۳۱
- نیروی دریایی سال ۱۹۳۷

## جنگ‌ها
- جنگ ۱۹۴۸

نیروهای جدید در جنگ علیه اشغالگری اسرائیل در سال ۱۹۴۸ در فلسطین وارد جنگ شدند.

## کودتاهای نظامی
در سال ۱۹۳۶ ارتش در اولین کودتای نظامی به رهبری سر لشکر بکر صدقی فرمانده لشکر دوم شرکت کرد و دولت جدیدی را به رهبری حکمت سلیمان تشکیل داد.

## ارتش و کودتای۱۹۵۸
- جنبش خرداد ۱۹۵۸
- رهبر جنبش عبد الکریم قاسم

ارتش عراق در روز چهاردهم ژوئیه سال ۱۹۵۸ تحت فرماندهی افسر عبدالکریم قاسم و افسر عبدالسلام عارف در کودتا برای بار دوم شرکت کرد. مقام سلطنت سرنگون شد و فیصل دوم و خانواده اش در کاخ الرحاب کشته شدند.

## ارتش و کودتای ۱۹۶۳
- جنبش ۸ فوریه ۱۹۶۳

## ترور عبدالکریم قاسم
ارتش عراق در فوریه سال ۱۹۶۳ در کودتایی شرکت کرد که در آن عبدالکریم قاسم و تعدادی از افسران دیگر و نفر همراه وی در ساختمان رادیو ترور شدند. حزب بعث قدرت را بدست گرفت، اولین رئیس‌جمهور از حزب بعث حسن البکر و سپس صدام حسین بود.

## جنگ خلیج فارس
روابط بین عراق و ایران پس از انقلاب اسلامی ایران در سال ۱۹۷۹ به تخاصم کشید. حمله عراق به خاک ایران آغاز جنگی هشت ساله بود که طولانی‌ترین جنگ قرن بیستم محسوب می‌شود.

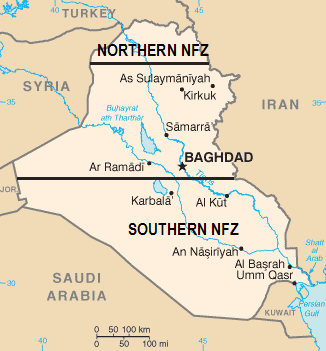
منطقه پرواز ممنوع در عراق

## جنگ کویت
پس از اختلافات صدام حسین با کشورهای خلیج فارس، صدام در پاسخ به عربستان سعودی تصمیم به حمله به خلیج فارس گرفت. وی ادعا کرد که کویت بخشی از عراق است. اما شورای امنیت به درخواست کویت به نیروهای عراقی مهلت داد تا کویت را ترک کنند، اما صدام آن را نپذیرفت که منجر به شروع جنگ طوفان صحرا شد.

## تصمیم انحلال ارتش و بازسازی آن
پس از اشغال عراق توسط آمریکا، پل برنر، حاکم غیر نظامی ایالات متحده، تصمیم گرفت ارتش عراق را که از چهارصد هزار سرباز تشکیل شده بود منحل کند. سپس تصمیم گرفت ارتش را بازسازی کند.

## ارتش عراق بعد از اشغال
وضعیت ارتش عراق پس از اشغال ایالات متحده به شکل تثبیت شده‌ای درآمد، اما با برخی مشکلات مانند مبارزه با تروریسم مواجه شد. آنچه تا کنون جریان دارد این است که ارتش عراق از استان‌های عراق محافظت می‌کند و در شهرها مشغول به کار است؛ و فرماندهی نیروهای مسلح را نخست‌وزیر بر عهده دارد.

## فرماندهی کل نیروهای مسلح
قانون اساسی عراق به نخست‌وزیر لقب فرمانده کل نیروهای مسلح را داد که این لقب را نفرات زیر تا کنون داشته‌اند:
1. ایاد علاوی
2. ابراهیم جعفری
3. نوری مالکی
4. حیدر عبادی